# Штурманіт
Штурманіт — рідкісний сульфатний мінерал із хімічною формулою Ca6Fe3+2(SO4)2,5(B(OH)4)(OH)12·25H2O. Він кристалізується в тетрагональній системі і має твердість за Моосом 2,5. Штурманіт має яскраво-жовтий або бурштиновий колір і відноситься до групи еттрингіту. Він був названий на честь Бозідара Дарко Штурмана (нар. 1937), хорватсько-канадського мінералога та почесного куратора мінералогії Королівського музею Онтаріо.

## Прояви
Штурманіт був вперше ідентифікований у 1983 році та затверджений IMA в тому ж році. Вперше його було знайдено на руднику Блек Рок, Блек Рок, марганцеве родовище Калахарі, Північнокапська провінція, Південна Африка. Зустрічається у вигляді сплющених дипірамідальних кристалів на гематиті та бариті. Штурманіт також був виявлений у копальнях поблизу рудника Блек Рок, таких як рудники Вессел і Перт, у копальнях Н'Чванінг і поблизу гори Лакаргі в Росії. Він зустрічається як рідкісний вторинний мінерал родовищ манґану, асоціюється з баритом, манґанітом, гаусманнітом і гематитом.

## Кристалічна структура
Кристалічна структура штурманіту демонструє дві відмінні риси: одна — це призми із залізних октаедрів і кальцієвих багатогранників, інша — це тетраедри SO4− і B(OH)4−, що оточують ці призми. Ці дві структури з'єднані між собою щільною та складною мережею водневих зв'язків.